# Michiko Nakatani
Michiko Nakatani (中谷ミチコ, Nakatani Michiko), née en 1981 à Tokyo, est une artiste et sculptrice japonaise.

## Biographie
Michiko Nakatani étudie la sculpture à l'Université des beaux-arts Tama et sort diplômée en 2005. Pendant son cursus, elle part en échange à Dresde. Elle y retourne pour étudier à l'École supérieure des beaux-arts de Dresde, où notamment avec Martin Honert (en) et y obtient son master en 2014.
À partir de 2019, elle enseigne la sculpture à l'Université des beaux-arts Tama.

## Style
Les sculptures de Michiko Nakatani sont l'inverse du bas-relief : plutôt que de ressortir de la surface de la sculpture, ses sujets s'inscrivent en creux. Elles sont complétées par des couleurs souvent pastel ou des couches de résines ajoutant ombrages et couleurs. Elle complète ses installations par des dessins de grande taille au crayon et à l'aquarelle.
Ses œuvres montrent des personnes (majoritairement des femmes), des oiseaux, des bateaux ou des arbres. Elle aborde la question de la perte ainsi que de la sécurité de l’individu dans son ensemble.

## Expositions

### Expositions individuelles (sélection)
- 2021 : The sky moves, NANAWATA, Saitama
- 2021 : Drawings in the drawer, Art Front Gallery, Tokyo
- 2021 : When I get old Ⅵ, Omuro Museum, Mie,  Japon
- 2019 : Mask in the Bright Day / Harden the Night, Art Front Gallery, Tokyo
- 2019 : In Their Own Little Cosmos, Yanaguihara Yoshitatsu Memorial Galleries, Mie Prefectural Art Museum, Mie,  Japon
- 2018 : the ship carrying water, Akiyama Gallery, Tokyo
- 2017 : When I get old II, Omuro Museum, Mie, Japon
- 2017 : I sing all day, Plaza north gallery, Saitama, Japon
- 2016 : When I get old, Omuro Private Museum, Mie, Japon
- 2015 : From a dark place to a bright place, Maki Fine Arts, Tokyo
- 2015 : Row, Boat, Showcase Gallery Yokohama Civic Art Gallery Azamino, Kanagawa,  Japon
- 2014 : souzou no kage, Morioka Shoten, Tokyo
- 2014 : souzou no kage, Sculpture Gallery of Université des beaux-arts Tama, Tokyo
- 2014 : Schatten der Vorstellung, Galerie Grafikladen, Dresde, Allemagne
- 2014 : Souzou no Yoroi, Galerie Rothamel, Francfort-sur-le-Main, Allemagne
- 2012 : Impression, Maki Fine Arts, Tokyo
- 2011 : a place between being and non-being, Art Gallery 1, Musée d'Art de Yokohama, Kanagawa
- 2011 : Michiko Nakatani, Shin-Minatomura Under 35 Gallery, Kanagawa, Japon
- 2010 : Image Existing There, Morioka Shoten, Tokyo
- 2009 : Beautiful Fish, BankART 1929 MINI Gallery, Kanagawa, Japon

### Expositions collectives (sélection)
- 2021 : Forms in Space: from Alberto Giacometti to Tadaaki Kuwayama, The Museum of Modern Art, Hayama
- 2019 : Beyond Unevenness, Musee Hamaguchi Yozo : Yamasa Collection, Tokyo, Japon
- 2018 : DOMANI: The Art of Tomorrow (ja) Exhibition 2018, Tokyo, Japon
- 2018 : Triennale d'Echigo-Tsumari 2018, Niigata, Japon
- 2017 : 6th exhibition AGAIN-st Sculpture of Peace, NADiff a/p/a/r/t, Tokyo
- 2017 : Horror Vacui, Produzenten | Galerie, Dresde, Allemagne
- 2016 : ALL LIVING THINGS, Vangi Sculpture Garden Museum, Shizuoka,  Japon
- 2016 : Rediscovering Three-Dimentional Art in  Japan, Gunma Museum of Art, Tatebayashi, Gunma,  Japon
- 2016 : Trick, Trick, Hat trick, The Hiratsuka Museum of Art, Kanagawa, Japon
- 2015 : Das muss man gesehen haben!, Städtische Galerie de Dresde, Allemagne
- 2014 : Wuchernde Wiederholung, Vorüberziehende Gedanken, Japanisches Kulturinstitut (de) Köln, Allemagne
- 2014 : je näher, desto ferner / between places, GEH8 Kunstraum und Ateliers e.V., Dresde, Allemagne
- 2014 : NEW MASTERS, SO FAR, Kunsthaus Dresde, Allemagne
- 2014 : Transparency, Maki Fine Arts, Tokyo
- 2013 : 3rd exhibition AGAIN-st Dependent Sculpture, Tokyo University of the Arts
- 2013 : Sapporo Art Stage / Art Street 2013, Chikaho Sapporo Station Underpass, Hokkaido,  Japon
- 2012 : Nakatani Michiko + Shimura Nobuhiro, Hiyori Art Center, Miyagi,  Japon
- 2012 : Koganecho Bazaar 2012, Koganecho Area Management center, Kanagawa,  Japon
- 2011 : Life Story, Akiba Tamabi, Tokyo
- 2011 : ganz nah der vorstellung, Galerie Rothamel, Francfort-sur-le-Main, Allemagne
- 2010 : VOCA–The Vision of Contemporary Art 2010, Ueno Royal Museum (en), Tokyo
- 2010 : tmp. potemka / vice, versa Berlin leipzig, tmp.plate, Berlin
- 2010 : DRESDEN DEINE MUSENNESTER, Galerie Rothamel, Erfurt, Allemagne
- 2010 : back to the drawing board, GEH8 Kunstraum und Ateliers e.V., Dresde, Allemagne
- 2009 : nichts mit–ung, Villa Eschebach, Dresde, Allemagne
- 2009 : POTEMKA GROP SHOW!!, GALERIE POTEMKA, Leipzig, Allemagne
- 2008 : Mensch und Tier, GEH8 Kunstraum und Ateliers e.V., Dresde, Allemagne
- 2008 : Fadenkreuz – osten Woher wir kommen und wohin wir gehen, GEH8 Kunstraum und Ateliers e.V, Dresde, Allemagne
- 2008 : gehaeus, Gallery Delikatessenhaus, Leipzig, Allemagne
- 2007 : Achtung Kunst!!, Ega-Park, Erfurt, Allemagne
- 2007 : dresdens junge dinger, Kunstverein / Kunsthaus Viernheim, Allemagne
- 2007 : Teens, Doppel-D, Dresde, Allemagne
- 2007 : wie wir einfach so verschwinden könnten, Gruenland, Dresde, Allemagne

### Collections permanentes
Les œuvres de Michiko Nakatani font partie des collections des musées suivants : 
- Asahikawa Museum of Sculpture, Honor of Teijiro Nakahara
- Museum on Echigo-Tsumari[6]
- The Museum of Modern Art, Hayama (en)
- BankART1929 (ja), Kanagawa, Japon[7]
- The Dai-ichi Life Insurance Company, Limited, Tokyo
- Städtische Galerie de Dresde, Allemagne[8]

## Récompenses
- 2023 The Teijiro Nakahara Award, Asahikawa Museum of Sculpture In Honor of Teijiro Nakahara, Hokkaido, Japon[9]
- 2020 The 31th Takashimaya Art Award, presented by the Takashimaya Cultural Foundation[10]
- 2010 VOCA Encouragement Prize, The Vision of Contemporary Art 2010, Tokyo